# Miiverse
Miiverse est un ancien réseau social créé par Nintendo pour la console de salon Wii U et rajouté par la suite sur Nintendo 3DS et via un site web en 2013. Le service a été arrêté le 8 novembre 2017. Depuis la fermeture, des serveurs non-officiels ont vu le jour, le plus connu étant Rverse. Fermé à ce jour, Rverse a été fusionné avec Juxtaposition sous Pretendo Network.

## Historique
Miiverse est présenté lors d'un Nintendo Direct, avant l'E3 2012.
Le 29 juillet 2015, le Miiverse obtient un nouveau design.

Il ferme le 8 novembre 2017 à minuit au Japon. En France, à 7h.

## Fonctionnalités
Miiverse permettait aux joueurs de s'entraider en échangeant des conseils, dessins et captures d'écran de jeux, répondre aux opinions des autres et parler comme un réseau social actuel.
Il était inspiré de Twitter et de Facebook.

## Accueil
L'accueil du Miiverse était assez basique : il proposait un fil d'actualité suivant vos champs d'intérêts. Il était possible de naviguer sur la plateforme grâce à une barre ou se trouvaient des icônes (profil, fil d'actualité, communautés, notifications).

## Clones
Depuis la fermeture du Miiverse, de nombreux clones ont vu le jour. Il s'agit de recréations de Miiverse construites par la communauté de fans de ce réseau. Aujourd'hui, la majeure partie de ces clones ont également fermé, n'existent plus pour inactivité ou d'autres raisons diverses. Juxtaposition est le plus connu, ce dernier existe encore à ce jour.

## Fonctionnalités
Une des fonctionnalités majeures du Miiverse était le partage de l’expérience de jeu : sur des forums, les joueurs pouvaient demander les solutions d’une énigme compliquée sur The Legend of Zelda, partager les niveaux qu’ils avaient eux-mêmes créés sur Super Mario Maker... 

Les utilisateurs pouvaient aussi utiliser une fonctionnalité de dessin.

## Controverse
Le Miiverse a été notamment très controversé du fait que des enfants parfois très jeunes utilisaient ce réseau social, et postaient donc des messages parfois immatures ou même déplacés. La fonctionnalité de dessin était parfois détournée pour créer des images choquantes, et les adultes malveillants étaient très présents sur cette plateforme.